# 금강산 묘길상
묘길상(妙吉祥)은 조선민주주의인민공화국의 국보급 문화재 제102호이다. 강원도 금강군 내강리 금강산의 만폭동 골짜기 높은 곳에 있는 고려시대의 마애불(磨崖佛)이다. 
높이 40m의 붉은 성벽에 양각으로 새긴 마애미륵불좌상은 현재 한국에서 가장 큰 마애불로 앉은 높이 15m, 무릎 넓이 9.4m, 얼굴 높이 3.1m, 눈길이 1m, 귀길이 1.5m, 발길이 3.2m, 손길이 3m이다. 고려말 나옹조사가 큰 바위벽을 그대로 다듬어 조각했다고 하는데, 손가락 하나의 크기가 사람보다 크며 두 다리를 포개놓은 높이가 사람키를 훨씬 넘는다. 
삼 단으로 불담을 쌓아 만들고 위에는 지붕처마를 만들어 석굴암 형태의 구조를 띠고 있다. 석상 왼쪽에 “妙吉祥”이란 글자가 새겨져 있다.경주 석굴암 불상에 비해 정교하지는 않지만, 그 크기가 어마어마할뿐더러 그 표현수법이 소박하면서도 능숙한 것이 특징이다. 특히 금방 웃는 듯한 눈매와 입맵씨는 생동하고 미묘한 느낌을 준다. 
묘길상이란 미륵불의 별칭으로, 묘길상 앞에는 돌로 쌓은 축대가 있었는데 옛날에는 여기에 묘길상암이 있었으나 현재는 석등(높이 3.7m, 북한 국보급 문화재 제47호)만 남아 있다.